# Gran Johannesburgo

Mapa del Gran Johannesburgo.

Gran Johannesburgo es el nombre del área metropolitana que rodea la ciudad de Johannesburgo, en Sudáfrica. Incluye Johannesburgo y las áreas del Rand del Este o East Rand y Rand del Oeste o West Rand. A menudo es referida como el Witwatersrand o simplemente Rand, por la cadena de sierras bajas que traspasan el área. Desde 2005, está integrada por unidades de administración municipal diferentes, incluyendo Ekhuruleni (compuesta de Rand del Este), la Municipalidad de Distrito West Rand (Rand del Oeste) y Johannesburgo.
El área metropolitana es en líneas generales elíptica (u oblonga) en su forma, con más desarrollo alrededor de la ciudad principal de Johannesburgo. El área se extiende por casi 100 kilómetros (60 millas) en dirección este-oeste desde Randfontein a Nigel, y de sur a norte por aproximadamente 60 kilómetros (37 millas) de Midrand a Orange Farm y Vosloorus. El área urbanizada contigua es de unos 1300 km² (502 mi²), siendo con mucho la ciudad más grande en África en términos de conurbano.
El crecimiento del Gran Johannesburgo estuvo al principio en gran parte basado en el descubrimiento de oro, y el área urbana se despliega a lo largo del filón de oro del este al oeste. En los últimos 30 años, hubo un crecimiento considerable al norte, mientras Johannesburgo se ampliaba. Sandton, creada en 1969 como un área municipal separada al norte de Johannesburgo, es donde ha ocurrido la mayor parte del nuevo crecimiento comercial.
De acuerdo con la definición de área metropolitana, Johannesburgo es multinodular, con varios centros que son importantes por derecho propio: éstos comprenden a Sandton, Randburg, Midrand, Germiston, Roodepoort, Kempton Park, Boksburg, Benoni y Springs.
El hecho de incluir los Rand del Este y del Oeste en Johannesburgo, así como Soweto, está basado en varios factores:
- El área comparte el mismo prefijo (011), aunque Telkom está considerando asignar un segundo prefijo para el área (el nuevo código probablemente será 010).
- Los recintos universitarios de Rand del Este y Soweto de la antigua Universidad Vista están incorporados a la Universidad de Johannesburgo.
- el Aeropuerto Internacional Oliver Reginald Tambo, que atiende a Johannesburgo, está localizado en el East Rand (Ekurhuleni).
- Roodepoort, tradicionalmente parte del West Rand, fue incorporado a la Municipalidad Metropolitana de la Ciudad de Johannesburgo en 2000, mientras Soweto, siempre considerada como ciudad hermana de Johannesburgo o municipio principal durante el apartheid, fue administrado como parte del West Rand en el pasado.
- Los residentes tanto del Rand del Este como del Oeste a menudo trabajan en Johannesburgo.
- Las zonas no sólo están fuertemente unidas económicamente, sino que también los ejes de transporte existentes también han creado fuertes lazos funcionales entre Johannesburgo y zona de influencia.
- Las rutas de transporte entre Johannesburgo, parte de Rand del Este y del Oeste comparten el mismo sistema de numeración de rutas metropolitano.
- Las áreas han sido separadas por objetivos administrativos, pero está claro que la aglomeración urbana actúa en conjunto. Naude y Krugell notan que "Johannesburgo y la Metropólis del East Rand, aunque por objetivos (legales) administrativos resultan dos entidades, forman una aglomeración urbana grande. Si uno incluye el Rand del Este como parte de la Ciudad de Johannesburgo, entonces el dominio de Johannesburgo como ciudad "primada" en Sudáfrica se hace claro."[1]

Durante años, Johannesburgo y Pretoria (el área metropolitana Tshwane) también han estado creciendo juntas, y las dos ciudades comparten una frontera común. Se han alzado preguntas en cuanto a si han comenzado a funcionar como una, y si esta constituye una extensión del área metropolitana para incluir Pretoria. La investigación sugiere, sin embargo, que Pretoria es un área metropolitana por propio derecho, y que Johannesburgo y Pretoria realmente forman el principio de un sistema de megalópolis, con Johannesburgo como su ápice. La inclusión de otra área metropolitana principal al sur de Johannesburgo, el Triángulo del Vaal, también forma parte de esta megalópolis, como un concepto acuñado primero y definido por el geógrafo francés Jean Gottmann.
Johannesburgo está registrada en tener una población del área metropolitana de casi 8 millones, aproximadamente dos quintos del tamaño de la Gran Nueva York.
Aún hoy, no hay ninguna autopista que atraviese la longitud entera del Rand, pero está proyectado ampliar la autopista sin peaje N17 de Johannesburgo central a Krugersdorp, de modo que un automovilista pueda cruzar el área en menos de una hora. La nueva extensión de la autopista será tarifada.
La Universidad del Witwatersrand, así como la Universidad de Johannesburgo, construidas para servir a los residentes del área entera, está localizada en Johannesburgo.